# Avenida Metropolitana (Lima)
La avenida Metropolitana es una de las principales avenidas del distrito de Comas, en la ciudad de Lima, capital del Perú. Posee una zona en conflicto limítrofe entre los distritos de San Martín de Porres y Comas. Asimismo, contiene parte del COSAC I del Metropolitano.

## Historia

### Antecedentes
Hasta la década de 1950, existía la denominada carretera a Ancón. Es por ello, que los vehículos que ingresaban a Lima por el norte lo hacían por esta carretera, hasta que en 1955, en el mandato de Manuel Odría, se construyó la autopista Lima-Ancón, parte de la carretera Panamericana Norte. Por esos años, existía como vía adyacente al Ferrocarril Lima-Ancón, el cual funcionó hasta 1964.
Hasta 1969, también era denominada carretera a Canta, ya que para ir al antiguo pueblo de Carabayllo y Trapiche, tenían que hacerlo por esta vía, siendo la primera parte paralela al ferrocarril. Desde la década de 1970, para ir a Canta, se usa la avenida Túpac Amaru y su continuación la Ruta nacional PE-20A. 

### Proyección
En la década de 1980, junto con el establecimiento del asentamiento humano Rosa de América, la avenida Metropolitana se proyecta como una vía paralela a la antigua Panamericana Norte, hoy avenida Gerardo Unger. Su ruta independiente comprende el tramo entre las avenidas Naranjal y San Bernardo, además comparte su ruta con la avenida Gerardo Unger, en el tramo comprendido entre las avenidas San Bernardo y Chillón Trapiche.

### Ampliación del Metropolitano
En 2019, se anunció la obra de ampliación de la línea del Metropolitano desde la estación Naranjal hasta la estación Chimpu Ocllo. En 2023, se inauguró una de las cuatro estaciones que tiene esta avenida, la estación Universidad.

## Recorrido
Tiene su origen en el cruce de las avenidas Naranjal y Túpac Amaru, en el límite de los distritos de Independencia y Comas. Cruza la zona industrial de Naranjal e Infantas hasta la avenida Universitaria. Luego, la avenida Gerardo Unger se empalma con la avenida Metropolitana. Después, la vía ingresa al Pueblo de Infantas, zona en disputa limítrofe entre los distritos de San Martín de Porres y Comas. Posteriormente, en el cruce con la avenida Los Ángeles, se encuentra el Complejo Comercial Unicachi. Desemboca en el cruce con la avenida Chillón Trapiche.